# Хар, Уильям, 1-й граф Листоуэл
Уильям Хар, 1-й граф Листоуэл (англ. William Hare, 1st Earl of Listowel; сентябрь 1751 — 13 июля 1837) — ирландский пэр и член парламента. Он бы известный как как лорд Эннисмор с 1800 по 1816 год и как виконт Эннисмор и Листоуэл с 1816 по 1822 год.

## Биография
Родился в сентябре 1751 года. Второй сын Ричарда Хара из Эннисмора, графство Керри, и Кэтрин (также известной как Маргарет), дочери Сэмюэля Мэйлора.
Уильям Хар заседал в Ирландской палате общин от города Корк с 1796 по 1797 год и от Ати с 1798 по 1801 год.
31 июля 1800 года ему был пожалован титул барона Эннисмора в графстве Керри (Пэрство Ирландии). 15 января 1816 года для него был создан титул виконта Эннисмора и Листоуэла. 5 февраля 1822 года он был возведен в звание графа Листоуэла в графстве Керри в системе Пэрства Ирландии.

## Семья
Лорд Листоуэл был дважды женат. 30 мая 1772 года он женился первым браком на Мэри Риксон (? — 1810, дочери Генри Риксона из Баллигиблина, графство Корк. Дети от первого брака:
- Полковник Ричард Лисагт, виконт Эннисмор[англ.] (20 марта 1773 — 24 сентября 1827), в 1797 году женился на достопочтенной Кэтрин Диллон, дочери Роберта Диллона, 1-го барона Клонброка[англ.]
- Достопочтенный Уильям Генри Хар (1 июля 1782—1848), женился в 1806 году на Шарлотте, единственной дочери Исаака Боу, оставив детей.
- Леди Маргарет Энн Хар (1779 — 19 января 1835), в 1799 году она вышла замуж за Ричарда Уайта, 1-го графа Бэнтри[англ.].
- Леди Мэри Хар (? — 1841), в 1803 году она вышла замуж за Чарльза Морли Бальдерса из Баршама, Норфолк.
- Леди Луиза Хар (? — 18 апреля 1855), вышла замуж в 1817 году за Джона Буша, старшего сына главного судьи Чарльза Кендала Буша[англ.].
- Леди Кэтрин Хар (? — 30 июня 1864), вышла замуж в 1808 году за Ричарда Маунселла (? — 1819).

5 марта 1812 года он женился вторым браком на Энн Лэтэм (? — 2 октября 1859), второй дочери Джона Лэтэма из Мелдрама. графство Типперэри.
Лорд Листоуэл скончался 13 июля 1837 года в возрасте 85 лет, и его титулы унаследовали его внук Уильям Хар (1801—1856), старший сын Ричарда Хара, виконта Эннисмора, умерший в 1827 году.